# Božo Antonov Radimir
Božo Antonov Radimir  (1738. – 1766.), vitez sv. Marka.
Baveći se pomorstvom i trgovinom već u svojoj dvadesetoj godini sukobio se s gusarima, te je sa svojom tartanom “La Maddona della Salute e san Francesco di Paola” odnio slavnu pbjedu. Nakon toga Dobroćani su ga odvraćali od dalje plovidbe plašeći se osvete gusara, međutim on je nastavio s tradicijom svoje kuće sve do tragične pogibije u svojoj 28. godini života. Za svoj podvig odlikovan je kavaljeratom sv. Marka odlukom Mletačkog senata.